# 南海觀音菩薩出身修行傳
《南海觀音菩薩出身修行傳》又名《南海觀音傳》，共四卷二十六回。南州西大午辰走人編纂，約成書於明萬曆年間。描述南海觀音菩薩的一生，旨在頌揚南海觀音菩薩修行的決定、毅力以及慈悲為本的善舉。

## 內容概述
南海觀音菩薩本是西域王波伽的第三女兒，俗名波妙善。她生來與二位姐姐妙清、妙音不同，口即斋素，心即好善，尤善修行，並且執意不肯招婿，一心崇佛修行。父母對她軟硬兼施，都無濟於事，坐冷宮、判死刑她毫無懼怕，也從不動搖。她的善心，使地獄化為天堂，刑具化為蓮花。她苦修九年，終成正果，收善財童子和龍女為徒，終修成金童玉女。南海觀音菩薩為主宰大千世界、指揮所有菩薩的菩薩，幫助父母消除妖魔的威嚇，疾病的痛苦，解除一切天災人禍，收復王位。國王波伽被感動，深服女兒，一家人都皈依佛法，朝夕誦經不輟，兩個姐姐最後修行為文殊菩薩、普賢菩薩

## 目錄
- 第一回 莊王往西嶽求嗣
- 第二回 嶽神奏上帝
- 第三回 妙善公主降生
- 第四回 朝中招選女婿
- 第五回 妙善不從招贅
- 第六回 妙善後園修行
- 第七回 莊王夫婦園中勸女
- 第八回 彩女承旨勸公主
- 第九回 三宮主堅辭父王
- 第十回 妙善往白雀寺
- 第十一回 寺中神將助力
- 第十二回 莊王火燒白雀寺
- 第十三回 妙善雲陽赴死
- 第十四回 妙善魂遊地府
- 第十五回 妙善還魂逢釋迦點化
- 第十六回 香山修禪化善才龍女
- 第十七回 妙善化身治病
- 第十八回 妙善揭榜入國
- 第十九回 妙善入宮視病救活二姐
- 第二十回 仙人手目調藥
- 第二十一回 妙善駕雲入香山
- 第二十二回 獅象托身脫化清音
- 第二十三回 莊王被魔受難
- 第二十四回 善才領兵收妖
- 第二十五回 妙善救得君臣返國
- 第二十六回 妙善一家骨肉完聚